# Parafia Niepokalanego Serca Maryi w Radlinie
Parafia pw. Niepokalanego Serca Maryi w Głożynach – rzymskokatolicka parafia znajdująca się w Radlinie, w dzielnicy Głożyny. Parafia należy do archidiecezji katowickiej i dekanatu Niedobczyce.

## Historia
Wieś Głożyny należała do historycznej parafii św. Marii Magdaleny w Radlinie w dekanacie wodzisławskim. W 1950 r. podjęto decyzję o budowie kościoła filialnego, parafii św. Marii Magdaleny. W 1991 r. filię na Głożynach podniesiono do rangi samodzielnej parafii. 
W latach 1991–1998 parafia należała do Dekanatu wodzisławskiego.
W 2017 r. liczba parafian wynosiła 3683.
Data odpustu w parafii przypada na niedzielę przed wspomnieniem Niepokalanego Serca Maryi.